# Salda (Taguil)
Pour les articles homonymes, voir Salda (homonymie).
La Salda (en russe : Салда) est une rivière russe de l'oblast de Sverdlovsk qui se jette dans la rivière Taguil et donc un sous-affluent de l'Ob par la Toura, la Tobol et l'Irtych.

## Géographie
Longueur 122 km, surface du bassin 1 770 km2. 

La Salda gèle en fin de novembre et dégèle au mois d'avril. 

Sur les rives de la rivière se situent les villes de Verkhniaïa Salda et de Nijnaya Salda.

Elle se jette dans le Taguil en rive droite au niveau de la petite localité de Medvedevo.